# Stora Katrineberg 19

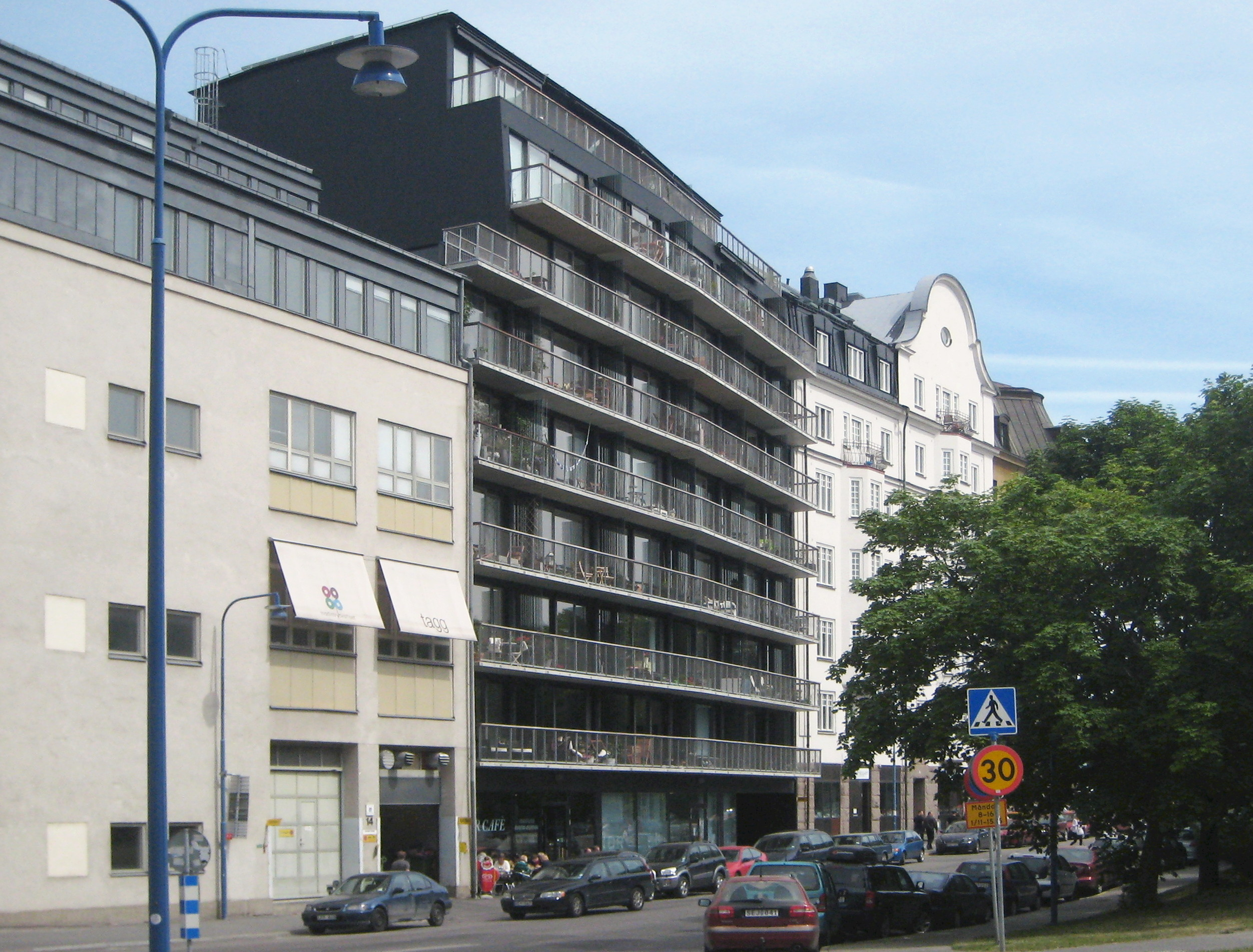
Stora Katrineberg 19, sett från Liljeholmsvägen, juni 2010

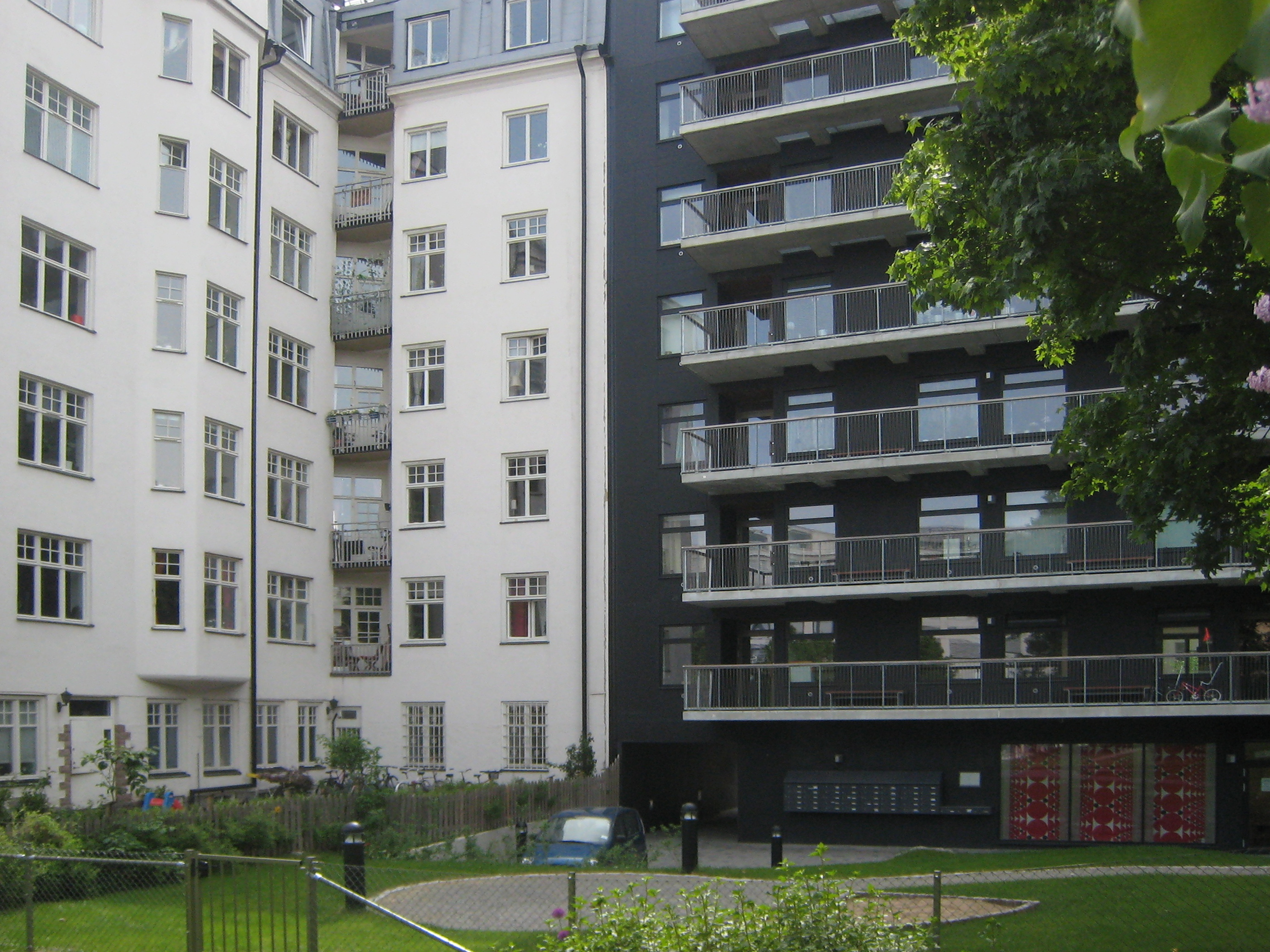
Innergården, Stora Katrineberg 19 till höger, juni 2010.

Stora Katrineberg 19 är en fastighet i på Liljeholmsvägen 12 i Kvarteret Stora Katrineberg på Lövholmen i Liljeholmen, Stockholm, med en byggnad uppförd 2009 av Sjaelsögruppen för bostadsrättsföreningen Katrineberg 19 efter ritningar av arkitektkontoret Kjellander och Sjöberg. Inflyttning påbörjades den 1 december 2008.

## Byggnadsbeskrivning
Byggnaden har en fasad av svarta fasadskivor av glasfiberarmerad polymerkomposit. Fönster och andra glaspartier är gjorda av lackerad aluminium i svart- och bronskulörer. Balkongskärmarna är utförda i screentryckt glas. Byggnaden har sex lägenheter per plan, med undantag för de två översta våningarna. Samtliga lägenheter är smala genomgående lägenheter, med sovrummen mot gården. Mot gården finns ett fritt placerat trapphus och smala balkonger längs med gårdsfasaden fungerar som loftgångar, varifrån entrén till lägenheterna sker. På de två översta våningarna finns etagelägenheter med takterrasser. I bottenvåningen finns affärslokaler.
Byggnaden var en av de tio finalisterna i tävlingen Årets Stockholmsbyggnad 2010 arrangerad av Stockholms stad. Huset var också ett av fem nordiska projekt (ett från varje land) som ställdes ut på Stockholm Furniture Fair 2010.